# Regulador lineal
Un regulador lineal és un regulador de tensió en electrònica que basa el seu funcionament en un element actiu (un transistor bipolar, un transistor d'efecte camp o tub de buit) operant en la seva "zona lineal". Al contrari que un regulador commutat (que està basat a forçar l'actuació d'un transistor perquè funcioni com un interruptor) o un element passiu com un díode Zener operant en la seva zona de ruptura. El dispositiu regulador està dissenyat per actuar com una resistència variable, ajustant-se contínuament a un divisor de tensió per mantenir constant la tensió de sortida.

Els sistemes de regulació lineal tenen menys rendiment (un 20%) que d'altres sistemes de regulació de tensió, com els reguladors de commutació (que ronden el 80%), ja que tota la tensió sobrant és convertida en energia tèrmica i dissipada. Només són eficients a baixa potència (menys de 5W) però són extremadament fàcils d'instal·lar i simples cosa que també els fa molt útils.

## Informació general
El transistor, o algun dels altres elements actius, s'utilitza com un medi de divisor de potencial per controlar la tensió de sortida, un circuit de retroalimentació compara la tensió de sortida amb un voltatge de referència (per ajustar l'entrada del transistor) i així la tensió de sortida es manté constant.
És un sistema amb baix rendiment. El transistor actuant com a resistència està eliminant l'energia elèctrica convertint-la en calor. De fet, la pèrdua de potència a causa de l'escalfament, és el sistema mitjançant el qual es regula la caiguda de tensió. Una font d'alimentació commutada pot realitzar la mateixa funció però amb una eficiència energètica molt més alta, tot i així aquestes fonts commutades a causa del seu funcionament solen produir interferències electromagnètiques, varien segons la càrrega o la tensió entrant, són més cares i necessiten un tècnic especialitzat, cosa que en la majoria de circuits elèctrics de baixa potència fa més efectiu i simple un regulador lineal de tensió que a més a més a causa de la potència que ha de regular les pèrdues són menyspreables.
Hi ha dos tipus bàsics de reguladors lineals de tensió: reguladors sèrie i reguladors derivació/paral·lel.
- Els reguladors sèrie, són els més comuns, funcionen establint una ruta per a la tensió entrant fins a la càrrega passant per una resistència variable.
- El regulador derivació funciona establint una ruta per a la tensió entrant fins a massa a través d'una resistència variable. El corrent, a través del regulador derivació, es desvia de la càrrega i s'envia inútilment a massa, regulant així la tensió i fent-lo menys eficient que el sèrie. És, però, més simple i sol consistir simplement en un díode de tensió referència, que s'utilitza en circuits de molt baixa potència on el corrent perdut és tant petit que resulta menyspreable.

Tots els reguladors lineals de tensió requereixen un voltatge d'entrada mínimament superior a la tensió de sortida desitjada. Aquesta quantitat mínima es denomina la tensió de deserció escolar. Per exemple un regulador comú, com el 7805, té una tensió de sortida de 5V, però només pot mantenir aquesta opció si el voltatge d'entrada es manté uns pocs volts per sobre (1-2V, habitualment) aquesta diferència de tensió entre l'entrada i la sortida (7V - 5V = 2V) és la denominada tensió de deserció escolar.
Quan la tensió d'alimentació és inferior a aquest mínim, com és el cas dels microprocessadors, s'usen reguladors de baixa deserció escolar. Quan la tensió de sortida sigui més alta que la d'entrada disponible cap regulador lineal no funcionarà, i s'haurà d'usar un regulador de commutació.